# شهدطوطی گردن‌بنفش
شهدطوطی گردن‌بنفش (نام علمی: Eos squamata) نام یک گونه از سرده طوطی‌های شفق است.